# Miracolo!
Miracolo! è il quarto album in studio del rapper italiano Clementino, pubblicato il 28 aprile 2015 dalla Universal Music Group.

## Promozione
Il 16 marzo 2015, Clementino ha pubblicato il videoclip del brano Lo strano caso di Iena White, brano d'apertura dell'album. Quest'ultimo è stato ufficialmente annunciato il 27 dello stesso mese attraverso un video pubblicato dal rapper su YouTube, nel quale sono stati rivelati il titolo e la data di pubblicazione. A ciò hanno fatto seguito il videoclip del brano Strade superstar, uscito il 30 marzo, e il primo singolo Luna, entrato in rotazione radiofonica a partire dal 10 aprile.
L'album è stato commercializzato il 28 aprile 2015 in due edizioni. Quella standard costituita da 14 brani, la quale contiene partecipazioni di Pino Daniele, James Senese e Boomdabash, e una versione deluxe contenente anche un secondo CD, denominato Miracolo Jam!, con partecipazioni di vari rapper italiani, come Marracash, Noyz Narcos, Fabri Fibra, Gué Pequeno e Salmo.
Nel 2016, in occasione della sua partecipazione al Festival della Canzone Italiana di Sanremo, ha presentato il singolo inedito Quando sono lontano, che ha anticipato la riedizione di Miracolo! denominata Ultimo round, contenente alcuni brani di entrambe le vecchie edizioni con sette inediti.

## Tracce

### Edizione standard
1. Lo strano caso di Iena White – 3:56 (testo: Clementino – musica: The Ceasars)
2. Strade superstar – 3:28 (testo: Clementino – musica: Frenetik Beat, Orang3)
3. Cos Cos Cos – 3:53 (testo: Clementino – musica: Shablo, Zef)
4. Da che parte stai? (feat. Pino Daniele) – 3:19 (testo: Clementino, Pino Daniele – musica: Shablo, Zef)
5. Voceanima – 4:11 (testo: Clementino – musica: Shablo, Zef)
6. Fumo – 4:27 (testo: Clementino – musica: Neff-U)
7. El señor – 4:16 (testo: Clementino – musica: Davide Ice)
8. Luna – 3:23 (testo: Clementino – musica: Tayone)
9. Oracolo del sud (feat. Mama Marjas, Boomdabash) – 4:35 (testo: Clementino, Mama Marjas, Boomdabash – musica: D-Ross)
10. Notte – 3:10 (testo: Clementino – musica: Shablo)
11. Sotto le stelle – 3:32 (testo: Clementino – musica: Shablo)
12. Inchiostro – 3:59 (testo: Clementino – musica: Shablo)
13. Solo un giorno nel quartiere (feat. TheRivati) – 3:51 (testo: Clementino, TheRivati – musica: Oluwong)
14. Selvaggi (feat. James Senese) – 3:10 (testo: Clementino, James Senese – musica: Geeno)

Miracolo Jam! – CD bonus nella versione deluxe
1. Boom (feat. Gué Pequeno & Fabri Fibra) – 4:01 (testo: Clementino, Gué Pequeno, Fabri Fibra – musica: The Ceasars)
2. Dal centro all'Hinterland (feat. Marracash & Noyz Narcos) – 4:35 (testo: Clementino, Marracash, Noyz Narcos – musica: Big Fish)
3. Top Player (feat. Salmo) – 3:47 (testo: Clementino, Salmo – musica: Sine)
4. Ghiacciai (feat. Ntò) – 3:27 (testo: Clementino, Ntò – musica: Fritz da Cat, Zef)
5. Woodstock (feat. Rocco Hunt) – 3:11 (testo: Clementino, Rocco Hunt – musica: Don Joe)
6. Electro Cage (feat. Gemitaiz & MadMan) – 3:32 (testo: Clementino, Gemitaiz, MadMan – musica: Davide Ice)
7. Spari di parole (feat. Ensi, Francesco Paura) – 4:32 (testo: Clementino, Ensi, Francesco Paura – musica: Shablo, Zef)
8. Spiriti & show (feat. Coez & Luchè) – 3:43 (testo: Clementino, Coez, Luchè – musica: Deleterio)
9. Obbe (feat. Sangue Mostro) – 4:45 (testo: Clementino, Sangue Mostro – musica: Davide Ice)
10. È tritolo (feat. Mouri) – 3:52 (testo: Clementino, Mouri – musica: Detox)
11. Giordano Bruno (feat. Rame) – 4:25 (testo: Clementino, Rame – musica: Big Joe)
12. L'oro di Napoli (feat. Op'Rot) – 3:21 (testo: Clementino, Op'Rot – musica: Davide Ice)
13. Profumo di strada (feat. Tonico70, Patto MC & Morfuco) – 4:34 (testo: Clementino, Tonico70, Patto MC, Morfuco – musica: Tonico70)
14. Messaggeri del Vesuvio II – 6:38 (testo: Clementino, Lucariello, Skarraphone, Oyoshe, Emcee O'Zi, Lele Blade, Dome Flame, Fabio Farti, Peste MC, El Koyote, Ivano, Master Prod., Nazo – musica: Shablo)

### Ultimo round
1. Lettera alla musica – 3:11
2. Quando sono lontano – 3:28
3. Cos Cos Cos – 3:53 (testo: Clementino – musica: Shablo, Zef)
4. Fumo – 4:27 (testo: Clementino – musica: Neff-U)
5. Musica suona (feat. Giuliano Palma) – 3:49
6. Da che parte stai? (feat. Pino Daniele) – 3:20 (testo: Clementino, Pino Daniele – musica: Shablo, Zef)
7. Woodstock (feat. Rocco Hunt) – 3:09 (testo: Clementino, Rocco Hunt – musica: Don Joe)
8. Strade superstar – 3:28 (testo: Clementino – musica: Frenetik Beat, Orang3)
9. Lo strano caso di Iena White – 3:58 (testo: Clementino – musica: The Ceasars)
10. Boom (feat. Gué Pequeno, Fabri Fibra) – 4:00 (testo: Clementino, Gué Pequeno, Fabri Fibra – musica: The Ceasars)
11. Top Player (feat. Salmo) – 3:48 (testo: Clementino, Salmo – musica: Sine)
12. Luna – 3:25 (testo: Clementino – musica: Tayone)
13. Oracolo del sud (feat. Mama Marjas, Boomdabash) – 4:35 (testo: Clementino, Mama Marjas, Boomdabash – musica: D-Ross)
14. El señor – 4:17 (testo: Clementino – musica: Davide Ice)
15. Sotto le stelle – 3:32 (testo: Clementino – musica: Shablo)
16. Voceanima – 4:12 (testo: Clementino – musica: Shablo, Zef)
17. Al tramonto – 3:14
18. Sotto lo stesso cielo (feat. Lucio Dalla) – 4:04
19. Don Raffaè – 3:27
20. Dedicato a Pino Daniele – 3:22

## Formazione
- Clementino – rapping
- Diego Conti – chitarra in Quando sono lontano
- Marco Cassese – chitarra in Musica suona
- Marco Parisi – chitarra e tastiera in Luna
- Marco Anima – pianoforte in Voceanima
- Parix – pianoforte in Sotto lo stesso cielo
- Gughi Marchesini – percussioni in Sotto lo stesso cielo
- P-Funking Horns – fiati in Sotto lo stesso cielo
- DJ Snatch – scratch in Top Player
- DJ Gionson – scratch in El Señor
- Ermal Meta – cori in Sotto le stelle

## Classifiche
Edizione standard
| Classifica (2015) | Posizione massima |
| ----------------- | ----------------- |
| Italia            | 1                 |

Ultimo round
| Classifica (2016) | Posizione massima |
| ----------------- | ----------------- |
| Italia            | 7                 |